# Selenofosfato sintetasa 2

## Introducción
La selenofosfato sintetasa 2 (SPS2 o SPHS2 en eucariotas, o SelD en organismos procariotas) es una enzima esencial para la biosíntesis de selenoproteínas. La SPS2  forma parte del proceso de incorporación de selenocisteína (Sec o U) y es la responsable de catalizar la conversión del seleniuro (Se²⁻) y el ATP (Adenosín trifosfato) en selenofosfato, el primer paso en la vía de la biosíntesis de selenocisteína.
Además, esta enzima es esencial para la homeostasis del selenio en el organismo y para el funcionamiento adecuado de las selenoproteínas, que desempeñan un papel fundamental en la protección contra el estrés oxidativo y la regulación del sistema inmunológico.
Una particularidad de la proteína es que contiene selenocisteína a pesar de participar en la biosíntesis de la misma.

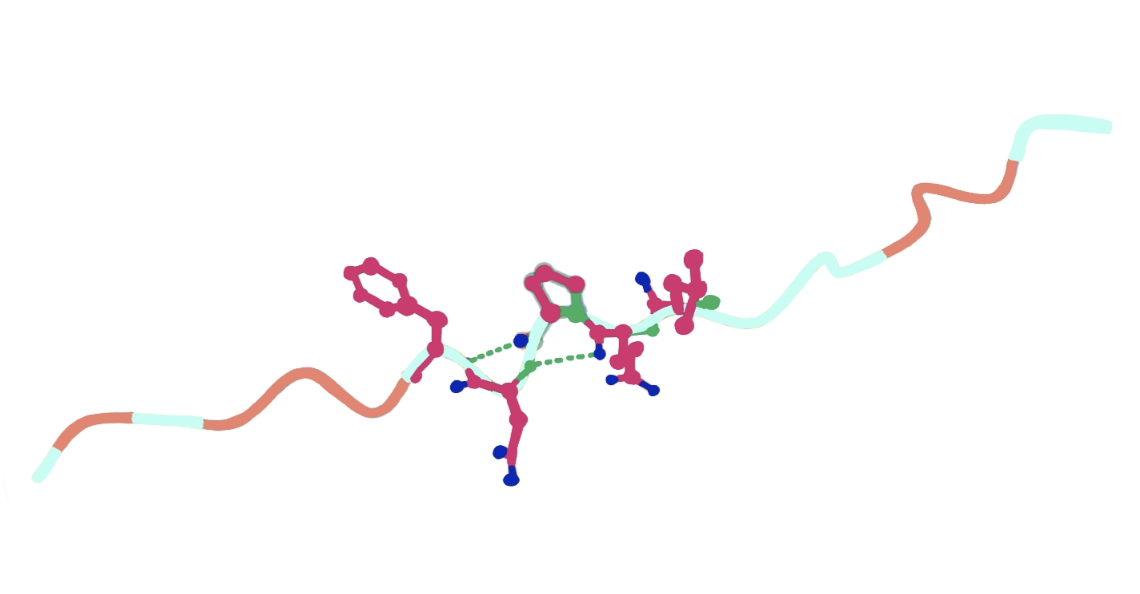
Estructura selenofosfato sintetasa 2

## Distinción entre SPS2 y SPS1
Existen dos homólogos del gen selD en eucariotas: el selenofosfato 1 (SPS1) y el selenofosfato 2 (SPS2). El SPS2 es el verdadero ortólogo funcional de seID, ya que se demostró que sintetiza selenofosfato. En cambio, el SPS1 es inactivo en la síntesis de selenofosfato y sus funciones no están relacionadas con la síntesis de Sec.  Estos hechos se demostraron a partir de estudios in vivo, donde se eliminaron las enzimas SPS2 en células NIH3T3 mediante un ARN de interferencia y se vio que la biosíntesis de selenoproteínas fue afectada. Sin embargo, la supresión de SPS1 no tuvo ninguna consecuencia. Además, al transferir SPS2 en células desactivadas de SPS2, se restauró la biosíntesis de selenoproteínas, en cambio SPS1 no activó dicha síntesis. 
Estos estudios in vivo indican que SPS2 es muy importante para generar el donante de selenio para la biosíntesis de selenocisteína en mamíferos, mientras que SPS1 debe de tener otra función no relevante con el metabolismo de selenoproteínas. Sin embargo, se cree que SPS1 participa en el reciclaje de Sec mediante un sistema de recuperación de selenio. 
Los genes pueden distinguirse dependiendo del aminoácido presente en la posición homóloga a Cys17 de SelD de la Escherichia coli, un residuo esencial para la síntesis de la selenofosfata sintetasa. Las proteínas del grupo SelD/SPS2 transportan Sec o Cls en este sitio. 
La relación entre SPS1 y SPS2 a día de hoy aún no está totalmente definida. 

## Formación y origen
El SPS1 es un paralógo del SPS2, término utilizado en genética y biología molecular para describir dos o más genes que tienen un origen evolutivo común, es decir, comparten ancestro común, pero han evolucionado para tener funciones ligeramente diferentes. Estos genes se encuentran en el mismo organismo u organismos relacionados.
Durante la evolución, el gen SPS2 se duplicó en varios metazoos de forma independiente para dar lugar a una nueva proteína (SPS1), en la que la selenocisteína (Sec) fue sustituida por un aminoácido diferente de la cisteína, como la arginina en los insectos o la glicina en las ascidas.Esta historia evolutiva es un claro ejemplo de la evolución de los genes y la aparición de nuevas funciones, ya que dependiendo del tipo de aminoácido que esté colocado en una posición u otra, determina la función de la proteína. 

## Biosíntesis de Selenocisteína (Sec)

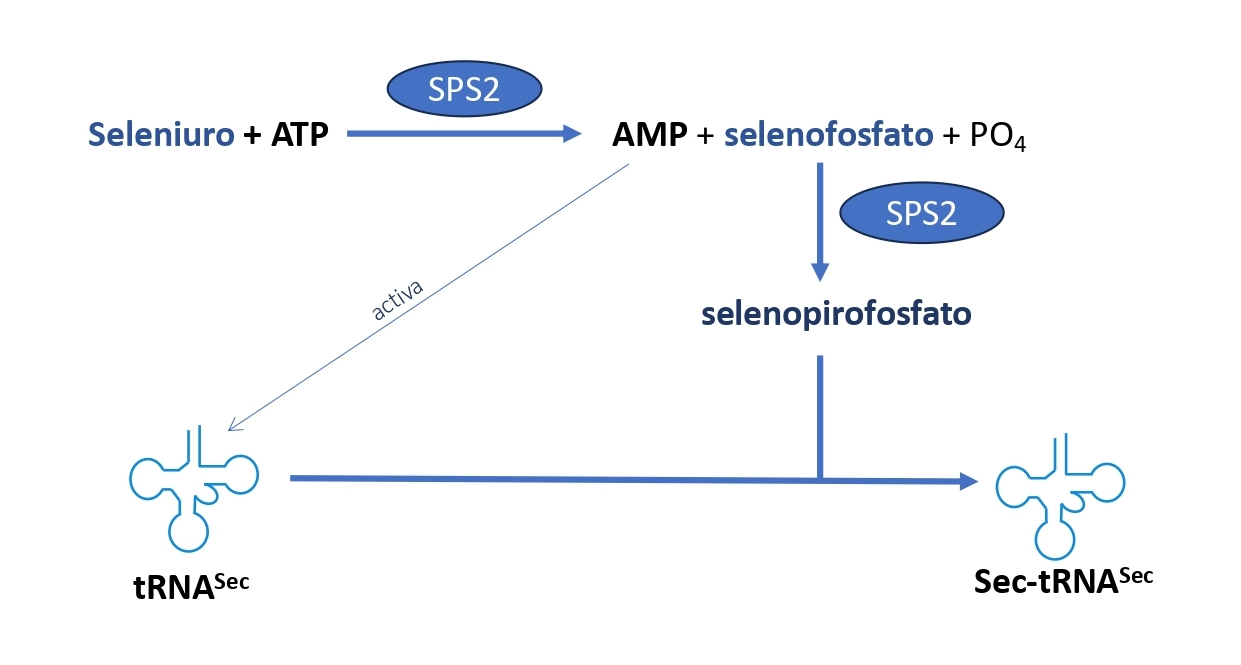
Implicación de SPS2 en la biosíntesis de Sec

La síntesis de la selenocisteína empieza con la biosíntesis de selenofosfato, el cual lo proporciona la selenofosfato sintetasa 2 a partir de hidrólisis de seleniuro y ATP. De esta reacción surge ortofosfato y AMP (Monofosfato de adenosina) como resultado de la hidrólisis del ATP.
Esta reacción se representa de la siguiente manera: 
{\displaystyle {\ce {ATP + H2O + HSe- -> AMP + 2H+ + HPO4^2- + SePO3^3-}}}
A continuación, el AMP permite la activación del tARN, ya que forma parte del grupo adenosina en el tRNA^(Sec), una molécula de ARN de transferencia especializada. Tras la activación del tARN^(Sec) el SPS2 convierte el selenofosfato en selenopirofosfato, una forma activada de selenocisteína que se incorpora al tARN^(Sec) formando así  selenocisteyl-tARN^(Sec) (Sec-tARN^(Sec)), el cual permitirá la incorporación de la selenocisteína al polipéptido.
La síntesis de selenoproteínas es particular  en el sentido que la selenocisteína no tiene su propio codón, sino que reprograma un codón UGA, que suele actuar como codón de terminación. La selenofosfato sintetasa 2 y otros factores permiten la reprogramación del codón mediante la adición de una estructura de ARN denominada SECIS (Secuencia de Inserción de Seleocisteína) en la región 3' no traducida (UTR) de los ARNm de las Selenoproteínas para permitir la adición de selenocisteína al lugar de la terminación. Cuando un ribosoma encuentra un codón UGA seguido de un elemento SECIS se reconoce como una señal para incorporar selenocisteína.
Una vez incorporada la selenocisteína, el polipéptido continúa plegándose, formando una selenoproteína funcional.

## Metabolismo del selenio
El punto principal del metabolismo de selenio en los mamíferos se centra en el seleniuro, un sustrato de SPS2 de carga negativa (-2). La ruta comienza con el glutatión, tripéptido formado esencialmente por los aminoácidos glutamato, glicina y cisteína, que reduce el selenito (SeO3 2-), la forma oxidada del selenio y el selenato (SeO4 2-) a seleniuro (Se2-). La cistationina β-sintetasa y la cistationina γ-liasa convierten la selenometionina, forma principal de selenio presente en nuestra dieta, en Sec, a través de la transselenación. La ausencia de una selenocisteína aminoacil-ARNt sintetasa en el organismo imposibilita el uso de la Sec libre en la biosíntesis de selenoproteínas; por lo tanto, se convierte en Sec liasa, alanina y selenio elemental. Se puede reducir a seleniuro o tal vez a un sustrato de SelD/SPS2.
Se ha observado que el Sec libre en la célula tiene tres fuentes de procedencia: 
1. Selenometionina dietética (transselenación).
2. Sec dietética, se obtiene de la ingesta de alimentos.
3. Degradación de selenoproteínas endógenas (reciclaje de Sec).

El seleniuro interviene en la excreción de selenio como intermediario, con dos rutas distintas. A altas concentraciones, las metiltransferasas procesan el seleniuro para originar compuestos metilados que portan selenio que posteriormente se excretan. A bajas concentraciones, el seleniuro participa en la síntesis de selenoazúcares, que se excretan por la orina. El seleniuro también puede convertirse en selenocianato (SeCN-); del cual no se conoce la relevancia biológica.

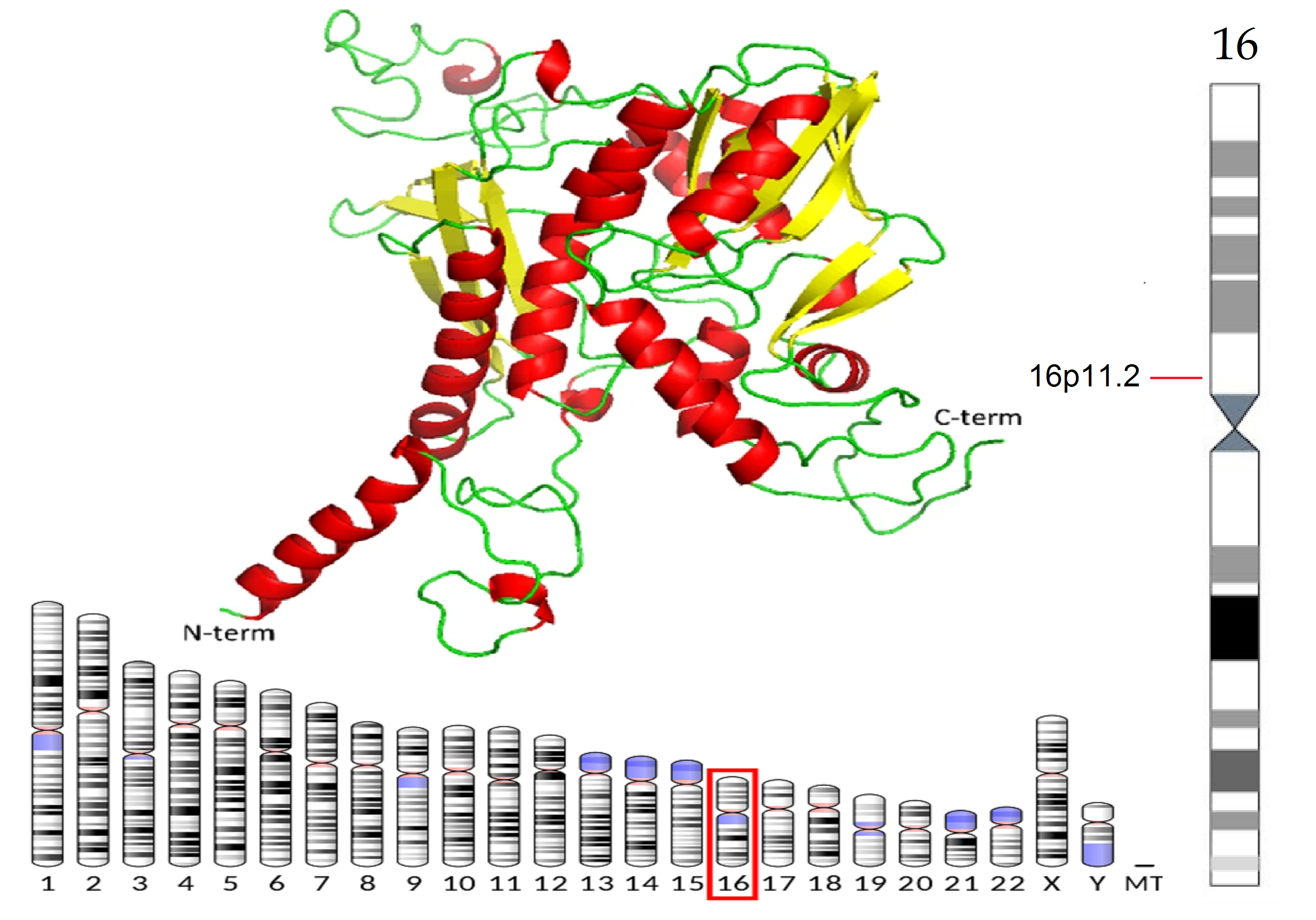
Estructura y locus de SPS2

## Estructura
La proteína SelD/SPS2 varía de peso molecular en función de la especie, oscilando este entre 37 kDa (EcSelD) y 47 kDa (HsSPS2). El polipéptido está compuesto de dos dominios α+β y un bucle N-terminal que contiene los 50 aminoácidos iniciales.
Además, la SelD/SPS2 no requiere ningún cofactor adicional para funcionar; puede llevar a cabo sus actividades enzimáticas de forma independiente, lo que lo convierte en una proteína libre de cofactores.
Asimismo, el propio enzima se clasifica como una selenoproteína, ya que contiene un residuo de selenocisteína (Sec) en su sitio activo, lo que sugiere la existencia de un mecanismo de autorregulación interno.
También se ha observado que la SeID/SPS comparte similitudes estructurales y funcionales con una proteína denominada fosforribosilaminoimidazol sintetasa (PurM). 

## Enfermedades relacionadas
Las enfermedades relacionadas con una expresión limitada del SPS2 son aquellas que derivan de un déficit de selenio, un oligoelemento esencial para el desempeño de diversas funciones biológicas.
La insuficiencia de selenio afecta negativamente al adecuado funcionamiento de ciertas enzimas como las glutatión peroxidasas, iodotironina deiodinasas, selenoproteínas W, y metionina-R-sulfóxido reductasa B1 (MsrB1). Además, si el déficit es prolongado, puede llegar a causar las enfermedades de Keshan y Kashin-Beck.

### Enfermedad de Keshan
La enfermedad de Keshan es una forma de miocardiopatía congestiva, una afección cardíaca poco común. Este trastorno afecta a los individuos de regiones geográficas donde hay escasez de selenio. No obstante, la causa principal se cree que es la infección por el virus Coxsackie B3 y la interacción de la deficiencia de selenio contribuye al desarrollo y progresión de la enfermedad.

### Enfermedad de Kashin-Beck
La enfermedad de Kashin-Beck es una patología osteoarticular degenerativa de carácter endémico. La causa de esta afección es la deficiencia crónica de selenio y afecta principalmente a los niños de entre 6 y 15 años de edad. Debido a que esta enfermedad altera la salud de las articulaciones y los huesos, puede provocar deformidades y limitaciones en el crecimiento. 